# Ga Sanseong
Ga Sanseong (Tiếng Hàn: 산성역, Hanja:山城驛) là ga tàu điện ngầm trên Tàu điện ngầm Seoul tuyến 8 ở Sujeong-gu, Seongnam-si, Gyeonggi-do.

## Lịch sử
- 23 tháng 11 năm 1996: Bắt đầu kinh doanh với tên Ga Namhansanseong với việc khai trương tuyến tàu điện ngầm Seoul số 8.
- 1 tháng 10 năm 1998: Đổi tên ga thành Ga Sanseong.
- 18 tháng 12 năm 2021: Thay đổi số nhà ga từ 821 thành 822 với việc khai trương Ga Namwirye.

## Bố trí ga
| Namwirye ↑       |
| Tường \| N/B     |
| ↓ Namhansanseong |

| Hướng Bắc | ● Tuyến 8 | ← Hướng đi Bokjeong · Jamsil · Guri · Byeollae             |
| Hướng Nam | ● Tuyến 8 | → Hướng đi Namhansanseong · Dandaeogeori · Sujin · Moran → |